# 帕维尔·罗特米斯特罗夫
帕维尔·阿列克谢耶维奇·罗特米斯特罗夫（羅馬化：Pavel Alekseyevich Rotmistrov；1901年6月23日（7月6日）—1982年4月6日）苏联装甲兵主帅。

## 生平

### 早年生活
1901年，出生于俄罗斯帝国特维尔省斯科沃罗沃。
1919年4月，参加苏军，同年加入联共。

### 内战时期
1920年，参加波苏战争。
1921年，参加镇压喀琅施塔得起义。

### 内战后期
1924年，在列宁格勒军区第31步兵团中担任排长、副连长、连长、副营长。
1928年，被选送到伏龙芝军事学院学习，
1936年，任远东集团军参谋长。
1937年，在机械化和摩托化学院任战术教官。
1939年，苏芬战争爆发，任苏军坦克第35旅参谋长。
1940年12月，任装甲坦克第5师副师长。

### 二战时期
1941年，苏德战争爆发，任西方面军的机械化第3军参谋长。9月任坦克第8旅旅长。
1942年，被任命为苏军坦克第7军军长，成功完成反攻任务。
1943年，升任苏军近卫坦克第5集团军司令员，击退德军（曼施坦因）的解围部队。10月授予大将军衔。
1944年，奉命北上，参加了白俄罗斯战役和解放明斯克战役。8月被调走，任装甲坦克和机械化兵副司令。

### 战后时期
1948年，到苏军总参谋部军事学院任副院长。
1958年，任苏军装甲兵学院院长。
1962年，晋升装甲坦克兵元帅。
1965年，在纪念“卫国战争”胜利20周年之际，被授予苏联英雄称号。
1968年，在苏联国防部总督查组任职。
1982年，在莫斯科去世。
著有《时代与坦克》、《战争中的坦克》等书，并在《军事历史》等杂志上发表题为“普罗霍罗夫卡地区的坦克交战”和“卫国战争时期苏军装甲兵的战斗使用”等文章。